# ترمیکت
ترمیکت (به فرانسوی: Tarmigt) یک کومونه در مراکش است که در استان ورززات واقع شده‌است. ترمیکت ۳۰٬۸۷۱ نفر جمعیت دارد.